# Battaglia di Nauen
La Battaglia di Nauen fu uno scontro tra le forze del Brandeburgo-Prussia e quelle della Svezia nella guerra suedo-brandeburghese (detta anche Guerra di Scania).
Lo scontro si concluse con la cattura della città di Nauen da parte delle armate del Brandeburgo-Prussia.

## Antefatto
Nel dicembre del 1674, un esercito svedese proveniente dalla Pomerania svedese invase l'indifesa Marca di Brandeburgo e diede inizio alla guerra suedo-brandeburghese. Ad ogni modo i veri scontri tra i due eserciti si ebbero solo a partire dal giugno del 1675 quando le armate del Brandeburgo giunsero dalla Franconia dove erano state impegnate e tornarono per liberare la loro patria.
L'obbiettivo degli svedesi comandati dal feldmaresciallo Wrangel era di attraversare l'Elba per conquistare la riva sinistra del fiume ed unirsi alle forze dell'Hannover ed avanzare poi insieme sulla città fortificata di Magdeburgo. Il feldmaresciallo svedese inviò un corpo di spedizione comandato dal colonnello Wangelin a Rathenow dove si tenne il primo scontro che risultò vittorioso per i brandeburghesi. Questo colpo che colse di sorpresa gli svedesi li impossibilitò a proseguire nei loro piani.
Dopo aver ricevuto la notizia della perdita di Rathenow, il tenente generale svedese Wolmar Wrangel, diede l'ordine al suo esercito di muoversi verso Nauen per catturare l'area ed attraversare il Reno presso Fehrbellin. Quando l'elettore seppe di questo fatto, prese immediati provvedimenti.

## La battaglia di Nauen
Nel frattempo, 1200 soldati dell'avanguardia brandeburghese al comando del tenente colonnello Sydow si portarono al galoppo presso Nauen. Il territorio davanti alla città poteva essere attraversato solo tramite uno stretto terrapieno e di conseguenza gli svedesi avevano preparato adeguate difese e postazioni di cannoni. Malgrado ciò, non si opposero quando i cavalieri brandeburghesi avanzarono verso di loro, ma al contrario gettarono i cannoni nel lago e batterono in ritirata. I soldati vennero inseguiti dalla cavalleria brandeburghese sino alla città di Nauen, con pesanti perdite.
La città di Neuen era occupata da un battaglione di moschettieri svedesi che disponevano anche di un cannone col quale si opposero all'avanzata del nemico. Ad ogni modo, ancor prima che potessero ricevere rifornimenti, 200 soldati brandeburghesi riuscirono a respingere 1000 corazzieri svedesi. Per tutta risposta, gli svedesi consegnarono subito la città nelle mani dei brandeburghesi.
Quand'anche ebbero conquistato la piazzaforte, i brandeburghesi si accorsero che in realtà gli svedesi stavano puntando ad un attraversamento che si trovava dietro la città. Al termine del ponte eretto per attraversare un corso d'acqua, gli svedesi avevano eretto una posizione difensiva con diversi cannoni che, aprendo il fuoco sui brandeburghesi, li costrinsero alla ritirata. Nel frattempo, dietro queste fortificazioni, il grosso dell'esercito svedese si era disposto in ordine di battaglia. Una divisione al comando del feldmaresciallo Derfflinger riuscì comunque a riparare il ponte che era stato danneggiato dal fuoco nemico e a distruggere i cannoni svedesi. Anche con questa strategia, gli svedesi si trovavano in una posizione sempre migliore dei brandeburghesi e pertanto per questi ultimi era da escludere un assalto frontale al nemico e, complice l'affaticamento delle truppe, l'esercito tedesco si ritirò nella città dove si accampò per passare la notte.

## Risultato e impatto sulla battaglia di Fehrbellin
La sera del 27 giugno i due eserciti erano particolarmente vicini l'uno all'altro e l'esercito brandeburghese si attendeva di battagliare proprio davanti ai cancelli di Nauen la mattina successiva. Gli svedesi, ad ogni modo, sfruttarono l'oscurità della notte per ritirarsi verso Fehrbellin. L'elettore ed il suo esercito lasciarono il campo il giorno successivo alle 5:30 per continuare ad inseguire il nemico.
Gli svedesi persero 200 uomini solo attorno alla città di Nauen.
(Generale di cavalleria Federico II d'Assia-Homburg in una lettera a sua moglie)